# DZBB
DZBB (oder GMA Super Radyo DZBB 594) ist ein philippinischer Nachrichtenradiosender.
DZBB hat seinen Sitz in Quezon City. Von dort wird die Metro Manila und angrenzende Provinzen bedient. Der Sender gehört dem Medienunternehmen GMA Network. DZBB betreibt unter anderen einen Mittelwellensender auf 594 kHz. Der Name des Senders ist seine  Senderkennung  (englisch Station identification). Das Präfix von DU – DZ wurde von der  ITU an die Philippinen vergeben.